# Russell Simpson

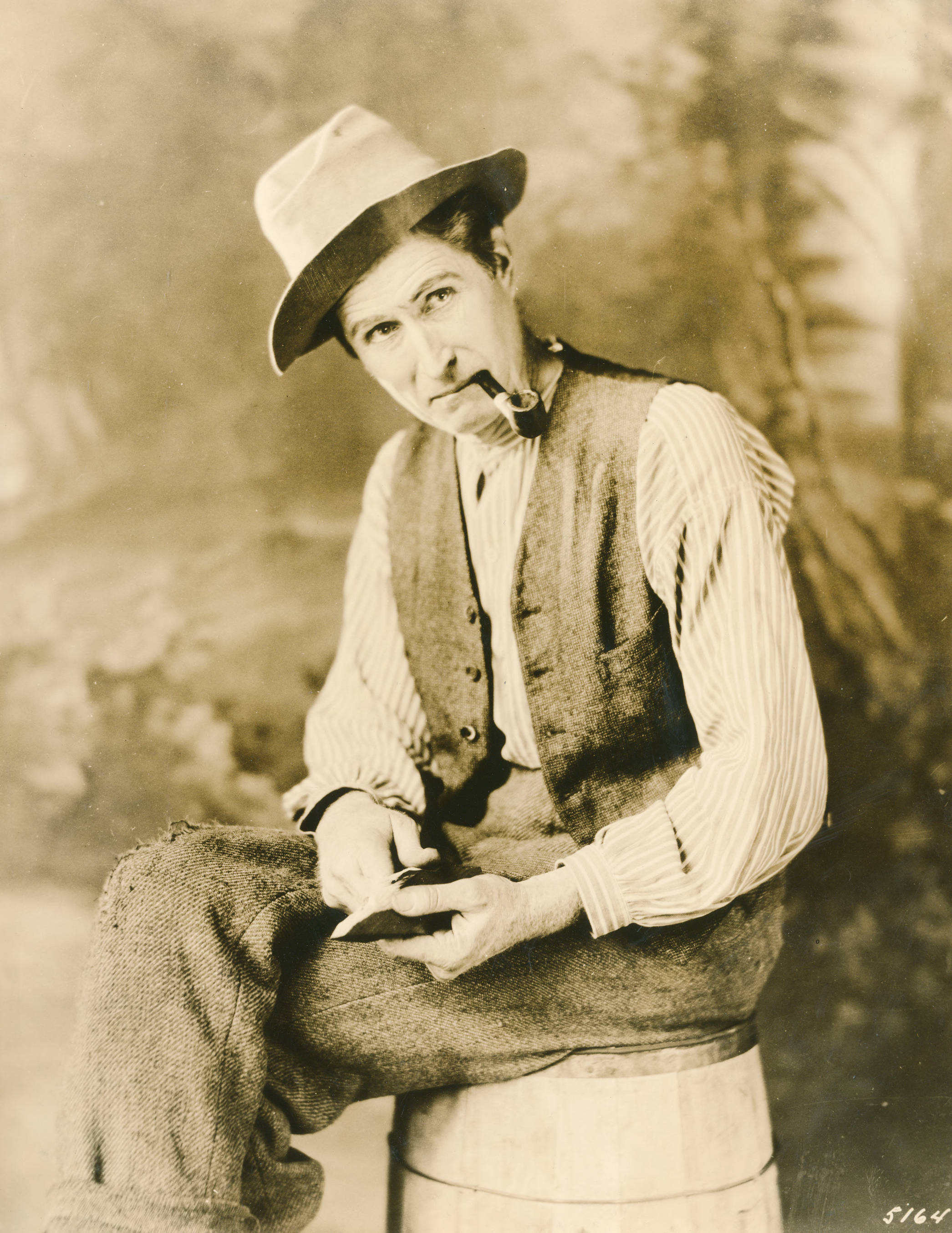
Russell Simpson 1923.

Russell McCaskill Simpson, född 17 juni 1880 i San Francisco, Kalifornien, död 12 december 1959 i Woodland Hills, Kalifornien, var en amerikansk karaktärsskådespelare. Simpson gjorde över 200 filmroller och känns främst igen från John Fords film Vredens druvor i rollen som Pa Joad.

## Filmografi, urval
- 1928 – Klondyke
- 1938 – Den gyllene jorden
- 1939 – Landet bortom lagen
- 1940 – Vägen till Santa Fe
- 1940 – Vredens druvor
- 1940 – Mormonernas kamp
- 1941 – Deras hela värld
- 1942 – Guldfågeln
- 1942 – Farligt område
- 1945 – De skulle offras
- 1946 – Laglöst land
- 1950 – Landet bortom prärien
- 1954 – Sju brudar, sju bröder
- 1957 – Skjuta eller skjutas
- 1959 – De tappras väg